# Das blonde Glück
Das blonde Glück (Originaltitel: Lucky Me) ist ein US-amerikanisches Filmmusical von Jack Donohue aus dem Jahr 1954 mit Doris Day in der Hauptrolle. Die Filmsongs komponierte Sammy Fain zu den Liedtexten von Paul Francis Webster.

## Handlung
Die abergläubische Candy Williams ist der Star der Revue Parisian Pretties, die gerade in Miami Beach gastiert. Weil sie nur wenig Publikum hat – genau 13 Zuschauer – bricht der Theaterbesitzer die seiner Ansicht nach schlechteste Show aller Zeiten vorzeitig ab und setzt die Showleute vor die Tür. Candy und ihre Darstellerkollegen Hap, Duke und Flo sehen sich gezwungen, woanders ihr Glück zu versuchen. Weil ihr Honorar bereits an ihre Gläubiger gegangen ist, will Hap mit einem Trick dafür sorgen, dass sie ihren letzten Abend in Miami Beach in einem teuren Hotelrestaurant verbringen können, ohne bezahlen zu müssen. Der gutmütige Polizist Mahoney, der ein Fan ihrer Show ist, soll sie auf Haps Zeichen hin im Restaurant festnehmen und sie anschließend wieder freilassen. Als Hap im Restaurant dem Oberkellner Anton verkündet, nicht bezahlen zu können, kommt jedoch nicht Mahoney, sondern ein anderer Polizist, der Mahoney kurzfristig ersetzt hat. Hap, Candy, Duke und Flo müssen nun so lange in der Hotelküche ihren Dienst verrichten, bis sie ihre Schulden abgearbeitet haben. Während Hap, Duke und Flo niedergeschlagen sind, bleibt Candy optimistisch. Beim Versuch, sie mit Gesang und einem gemeinsamen Tanz im Garten wieder aufzurichten, geht jedoch eine Statue zu Bruch, was ihre Hotelschulden zusätzlich erhöht.
Als Zimmermädchen erfährt Flo, dass das Hotel derzeit den bekannten Broadway-Komponisten Dick Carson beherbergt. Dieser schreibt gerade an einem Musical und sucht mit seinem Agenten Tommy Arthur nach einem Geldgeber für seine neue Show. Lorraine Thayer, die Tochter des vermögenden texanischen Ölmagnaten Otis Thayer, will mit der Aussicht auf eine gemeinsame Zukunft mit Dick ihren Vater dazu bringen, in Dicks Show zu investieren. Dick soll deshalb auf der Geburtstagsparty ihres Vaters erscheinen und dort seine Songs vortragen. Als Dick und Lorraine mit dem Auto unterwegs sind, baut Dick einen Unfall, weil er Candy ausweichen musste, die einer schwarzen Katze begegnet ist. Von der Autowerkstatt erhält Dick einen Ersatzwagen, mit dem er erneut auf Candy trifft. Er bringt sie zurück zum Hotel und lädt sie auf einen gemeinsamen Abend ein. Candy, die zuvor von einem Wahrsageautomaten geweissagt bekommen hat, durch die Ankunft eines mysteriösen Fremden auf eine günstige berufliche Gelegenheit und ihr Schicksal zu treffen, sagt freudig zu. Bei ihrer Verabredung am Strand erzählt sie ihm, Sängerin zu sein, während Dick, den Candy für einen Mechaniker namens Eddie hält, sie weiter in diesem Glauben lässt. Als eine Sternschnuppe vorbeifliegt, wird sich Candy bewusst, dass sie sich gerade verliebt, und sie und Dick kommen sich schließlich näher.
Zurück im Hotel erfährt Candy durch Hal von Dicks wahrer Identität. Wütend drückt sie ihm eine Torte ins Gesicht. Als sie am Abend mit Hal, Duke und Flo im leeren Hotelrestaurent eine neue Shownummer probt, ist versteckt auch Dick anwesend und zeigt sich begeistert von Candys Darbietung. Doch erst als Dick der immer noch wütenden Candy die Hauptrolle in seiner neuen Show anbietet, bei der auch Hal, Duke und Flo dabei sein sollen, gibt Candy sich versöhnlich. Bei einem Probesingen in Dicks Hotelzimmer trifft auch Lorraine Thayer ein. Um die sofort eifersüchtige Lorraine nicht weiter zu verärgern, gibt sich Dick gegenüber Candy reserviert. Später versucht Dick vergeblich, der erneut wütenden Candy die Situation zu erklären. Zu Hals Entsetzen zerstört Candy aus Kummer über Dick und die nun offenbar geplatzte Show drei Spiegel in ihrem Zimmer, was 21 Jahre Pech bedeutet, und beginnt zu weinen.
Als Candy, Hal, Duke und Flo das Hotel endlich verlassen dürfen, erfahren sie, dass Dick seine neue Broadway-Show aufgegeben hat und statt zur Geburtstagsparty von Lorraines Vater auf dem Weg zurück nach New York ist. Candy wird klar, dass Dick die Show nur wegen ihr aufgegeben hat und sie wirklich liebt. Als ehrenwerte Gäste verkleidet, erscheinen Candy, Hal, Duke und Flo daraufhin auf Otis Thayers Geburtstagsparty. Sie wollen dem Ölmann Dicks Songs vortragen, um ihn dazu zu bringen, Dicks Show zu finanzieren. Nachdem sie dafür gesorgt haben, dass Lorraine im Pool gelandet ist, vollführt Candy einen umjubelten Auftritt vor den Partygästen. Dick ist inzwischen ebenfalls eingetroffen und versichert Candy, dass sie ihm wichtiger sei als seine Show, und sie umarmen sich glücklich. Den Einwänden seiner Tochter zum Trotz, ist Thayer derweil bereit, eine hohe Summe in Dicks Show zu investieren. Dass es Freitag, der 13. ist, kümmert Candy angesichts ihres Glücks jetzt nicht mehr.

## Hintergrund
Doris Day hatte zuvor mit der Westernkomödie Schwere Colts in zarter Hand (1953) einen großen Kassenhit erzielt und darin den mit dem Oscar ausgezeichneten Song Secret Love von Sammy Fain und Paul Francis Webster gesungen. Jack Donohue, der dabei die Musical-Einlagen in Szene gesetzt hatte, wurde schließlich – trotz geringer Erfahrung als Filmregisseur – mit der Regie von Das blonde Glück betraut. Gordon MacRae, der zuvor fünf Filme mit Day bei Warner Brothers gedreht hatte, sollte ursprünglich die Rolle des Dick Carson spielen, die schließlich Robert Cummings erhielt. Die damals 22-jährige Angie Dickinson ist in Das blonde Glück als Partygast in ihrer ersten Filmrolle zu sehen, die sich für sie nach dem Sieg in einem Fernsehwettbewerb ergeben hatte.
Die Dreharbeiten mit Außenaufnahmen vor Ort in Miami Beach fanden von November 1953 bis Februar 1954 statt. Gedreht wurde der Farbfilm dabei im WarnerColor-Verfahren. Das blonde Glück war zudem das erste Filmmusical, das in CinemaScope gedreht wurde. Für das Szenenbild waren John Beckman und William Wallace zuständig. Das Kostümbild gestaltete Moss Mabry, während LeRoy Prinz die Musik- und Tanznummern choreographierte.

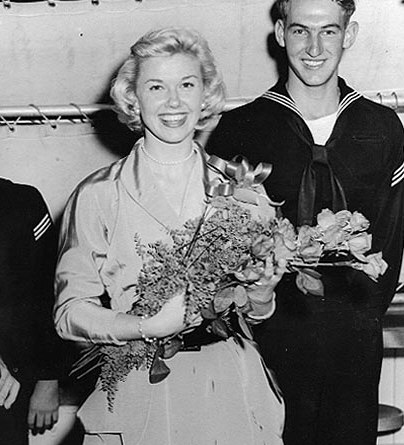
Doris Day (um 1953)

Für Day erwies sich der Dreh als schwierig, da sie zu dieser Zeit an Panikattacken litt, die sich in starkem Herzklopfen, Niedergeschlagenheit und Kurzatmigkeit äußerten, was bei ihr laut eigener Aussage in ihrer Autobiografie beinahe zu einem Nervenzusammenbruch führte. Auf den Rat ihrer Ärzte hin, es ruhiger angehen zu lassen und sich Auszeiten zu gönnen, versuchte sie entgegen dem Drängen von Warner Brothers den Dreh zu ihrem neuen Film immer wieder aufzuschieben. Auch war sie sehr unzufrieden mit dem Drehbuch, dessen Unzulänglichkeit, gerade als Komödienstoff, ihrer Ansicht nach von keiner noch so talentierten Besetzung wieder wettgemacht werden konnte. Day war sogar bereit, sich vom Studio suspendieren zu lassen, um den Film nicht drehen zu müssen, ließ sich jedoch von einem engen Freund überreden, ihre vertraglichen Verpflichtungen einzuhalten und das Beste aus dem Projekt zu machen. Während der Drehpausen versuchte sie, sich so gut wie möglich zu schonen und so ihre Panikattacken in Schach zu halten, indem sie Interviews vermied und keine Besucher am Set empfing. Nach den Dreharbeiten ging es Day deutlich besser und ihre Beschwerden ließen nach.
Die Premiere des Films fand am 9. April 1954 in New York City statt. Am 24. April 1954 ging er in den US-amerikanischen Verleih. In Deutschland kam er 1955 in die Kinos.

## Musik- und Tanznummern
- The Superstition Song (Sammy Fain/Paul Francis Webster) – gesungen von Doris Day
- Men (Sammy Fain/Paul Francis Webster) – gesungen von Doris Day und Phil Silvers
- High Hopes (Sammy Fain/Paul Francis Webster) – gesungen von Doris Day, Nancy Walker, Phil Silvers und Eddie Foy Jr.
- Lucky Me (Sammy Fain/Paul Francis Webster) – vorgetragen von Robert Cummings (synchronisiert von Hal Derwin)
- I Speak to the Stars (Sammy Fain/Paul Francis Webster) – gesungen von Doris Day
- Blue Bells of Broadway (Sammy Fain/Paul Francis Webster) – gesungen von Doris Day, Phil Silvers, Nancy Walker und Eddie Foy Jr.
- Love You Dearly (Sammy Fain/Paul Francis Webster) – gesungen von Doris Day und vorgetragen von Robert Cummings (synchronisiert von Hal Derwin)
- I Wanna Sing Like an Angel (Sammy Fain/Paul Francis Webster) – gesungen von Doris Day

## Kritiken
Bosley Crowther von der New York Times konstatierte, dass der Film noch während seiner Entstehung mit seinem Drehbuch auf Ernüchterung bei allen Beteiligten gestoßen sein müsse und damit vorzeitig zum Scheitern verurteilt gewesen sei. Hauptdarstellerin Doris Day gelinge es noch am besten, die Handlung kurzzeitig aufzupeppen. Mit der Unterstützung des Regisseurs Jack Donohue „rappelt sie sich als die Flexibelste – und als die Liebreizendste – der mittellosen Showtruppe immer wieder auf“. Sie sei „munter, fröhlich und beseelt, wenn die Stimmung der anderen am Tiefpunkt ist“. Phil Silvers versuche sich bei jeder Gelegenheit in den Vordergrund zu drängen, sorge aber zum Ende hin für die witzigste Szene des Films. Eddie Foy Jr. und Nancy Walker hätte seitens des Drehbuchs nur sehr wenig Material zur Verfügung gestanden, was offensichtlich sei. Robert Cummings sei „geradezu gescheitert“ in seiner Rolle als Komponist. Sammy Fains Musik könne auch nicht viel zum Erfolg des Films beitragen. Dieser sei jedoch immerhin „farbenfroh und wild“ sowie in CinemaScope und Stereo, was vielleicht von seinen Schwächen ablenken könne.
Das Branchenblatt Variety attestierte dem Film „routinierte Musical-Elemente“ und ein Drehbuch voller „langweiliger, oft ermüdender Gags und Situationen ohne jede Fantasie oder Originalität“. Die Filmsongs von Fain und Webster seien nur mittelmäßig. Während sich der Schauplatz von Miami Beach gut in das CinemaScope-Format übertrage, treffe dies nicht auf die Darsteller zu, die häufig „unvorteilhaft“ in Szene gesetzt seien.
„Possenhafte Revue-Unterhaltung, ganz auf den Star Doris Day zugeschnitten“, urteilte das Lexikon des internationalen Films. Die Filmzeitschrift Cinema bezeichnete Das blonde Glück als „Routinefilm, der das komödiantische Talent seiner Heldin nur wenig nutzt.“ Der Filmkritiker Leonard Maltin sprach rückblickend von einem „fröhlichen, aber beharrlich mittelmäßigen Musical“.

## Deutsche Fassung
Die deutsche Synchronfassung entstand 1955 in München.
| Rolle          | Darsteller      | Synchronsprecher |
| -------------- | --------------- | ---------------- |
| Candy Williams | Doris Day       | Maria Landrock   |
| Dick Carson    | Robert Cummings | Herbert Weicker  |
| Hap Schneider  | Phil Silvers    | Werner Lieven    |
| Duke McGee     | Eddie Foy Jr.   | Klaus W. Krause  |
| Tommy Arthur   | Hayden Rorke    | Curt Ackermann   |
| Mahoney        | James Burke     | Erik Jelde       |